# Atlas Weekend
Atlas (ранее – Atlas Weekend) — крупнейший музыкальный фестиваль восточной Европы. Проходил ежегодно в Киеве в первой половине июля на ВДНГ. Основан в 2015 году концертным агентством PMK Event Agency, которая является владельцем киевского клуба Atlas, от которого фестиваль и получил название. В 2022 году организаторы объявили о смене названия, теперь вместо Atlas Weekend фестиваль называется Atlas.

## История

### 2015
Первый Atlas Weekend состоялся 11 и 12 июля на территории Арт-завода «Платформа». Тогда за два дня на двух сценах выступило 30 артистов, а всего фестиваль посетило около 20000 человек. Были представлены в основном украинские артисты — Бумбокс, The HARDKISS, Pianoбой, ONUKA, Джамала, Крошка, Один в каноэ, Bahroma, O.Torvald, Sunsay, The Maneken, Вагоновожатые и Мария Чайковская.

### 2016
В 2016-м Atlas Weekend прошел 8-10 июля на территории Национального экспоцентра Украины (ВДНХ). Фестиваль объединил 157 артистов на шести сценах. В фестивале приняло участие много украинских и иностранных групп, в частности The Subways, Apocalyptica, GusGus, Машина Времени, Сплин, Kwabs, Jamala, Pianoбой, 5'nizza, Flëur, O.Torvald, Pur:Pur, ONUKA, Кристина Соловей, Плач Иеремии, Дай дарогу! и др.
В этом году, впервые был обустроен палаточный городок (зона кемпинга), а для детей до 12 лет и для людей старше 65 & — вход на фестиваль был бесплатным. Также, была введена система, по которой билеты обменивались на специальные браслеты, на которые посетители могли класть деньги и расплачиваться за еду и услуги на территории фестиваля.
Фестиваль посетило 142 000 человек. Atlas Города 2016.Запорожье. 1день выступали Монатик и Оля Полякова,2 день Алёша, Макс Барских и танцор Влад Яма

### 2017
В июле 2016 организаторы фестиваля начали предварительную продажу билетов на Atlas Weekend 2017, который прошел с 28 июня по 2 июля 2017 года на том же месте. Дмитрий Сидоренко также выразил желание делать фестиваль длительным ежегодно, пока он не начнет проходить всю неделю.
Вход на первый день фестиваля был бесплатный в честь дня Конституции Украины. Также, те, кто купил билет хотя бы на один день, могли бесплатно посетить последний день фестиваля. В 2017 году фестиваль посетило 315 000 людей, что побило рекорд по посещаемости ВДНХ, который держался с 1958 года.
Участниками фестиваля в 2017 году стали более 200 артистов, а именно: Kasabian, The Prodigy, John Newman, Three Days Grace, Röyksopp, MONATIK, Верка Сердючка, Nothing but Thieves, The Hardkiss, Бумбокс, Noize MC, Pianoбой, O.Torvald, Yellow Claw, Royal Canoe, Therr Maitz, Mujuice, Dakh Daughters, Вера Полозкова, Vivienne Mort, Один в каноэ, Alina Orlova, Sophie Villy, DETACH, Bondage Fairies, Stoned Jesus, Лесь Подервянский, 4етыре апреля и др.

### 2018
Еще до окончания Atlas Weekend 2017, организаторы начали продажу Early Bird билетов на следующий год. 29 декабря 2017 организаторы объявили первого хедлайнера фестиваля — The Chemical Brothers. Также, сначала сообщалось о проведении фестиваля с 4 по 8 июля, однако организаторы анонсировали, что 3 июля будет бесплатный день, который будет финансировать Киевский городской совет. Таким образом, фестиваль продлится 6 дней.
Оглашенные участники: Placebo, The Chemical Brothers, LP, Lost Frequencies, Martin Garrix, Nothing But Thieves, In This Moment, Курган и Агрегат, Yarmak, Panivalkova, Марія Чайковська, Сансара.
Фестиваль посетило 527 870 человек.

### 2019
Участники: The Chainsmokers, Black Eyed Peas, Liam Gallagher, Tom Odell, Bhad Bhabie, The Hardkiss, The Subways, Télépopmusik, Little Big, Our Last Night, Монеточка, Пошлая Молли, Netta, Сплин, A$AP Ferg, Yarmak, Onuka, Hooverphonic, Monarchy.

### 2020
Фестиваль был отменен из-за пандемии COVID-19.
Анонсированные участники: Placebo, Guano Apes, Twenty One Pilots, Alt-J, A$AP Rocky, AnnenMayKantereit, Gloryhammer, Within Temptation, Men I Trust, Alma, YUNGBLUD, ДахаБраха, Молчат Дома, Alyona Alyona, кис-кис, Alice Merton, Anthrax, Metronomy, Of Monsters and Men, Two Door Cinema Club, Oh Wonder, Tom Grennan, Battle Beast, Flux Pavilion, Dakh Daughters.

### 2021
Из-за ограничений связанных с пандемией COVID-19 организаторы решили сфокусироваться на приглашении местных артистов.
Участники: Океан Ельзи, DJ Snake, Fatboy Slim, The Hardkiss, Верка Сердючка, Валерий Меладзе, Тина Кароль, Бумбокс, Антитела, ЛСП, Tommy Cash, Порнофильмы, Brainstorm, Onuka, Shortparis, Ляпис-98, Alyona Alyona, Один в каноэ, 5’Nizza, ДахаБраха, Пошлая Молли, Ramil’, Kazka, Go A, Intelligency, DaKooka.
Счетная система ВДНХ зафиксировала рекордное количество гостей фестиваля Atlas Weekend-2021, который проходил в Киеве с 5 по 11 июля. Гостьями мероприятия стали свыше 600 тысяч человек. Несмотря на то, что выступления большинства иностранных артистов перенесли на 2022 год, локальный музыкальный праздник в этом году был не менее насыщенным. Посетителей ждали шесть сцен, где музыканты выступали в разных музыкальных жанрах. Кроме того, для киевлян и гостей города сделали бесплатный вход 5 и 6 июля.
Хедлайнерами фестиваля в 2021 году стали - Fatboy Slim, DJ Snake, Тина Кароль, Верка Сердючка, The Hardkiss, Океан Ельзи и другие.